# BV Sport
 (mai 2016).
Si vous disposez d'ouvrages ou d'articles de référence ou si vous connaissez des sites web de qualité traitant du thème abordé ici, merci de compléter l'article en donnant les références utiles à sa vérifiabilité et en les liant à la section « Notes et références ».
BV Sport (Booster Vein Sport) est une entreprise française créée en 1998, par le Docteur Michaël Prüfer et le Docteur Serge Couzan, spécialisée dans la compression adaptée aux sportifs. Basée à Saint-Étienne, les produits BV Sport sont distribués dans plus de 30 pays.
L'entreprise a été reprise en 2007 par Salvatore Corona.

## Développement
En 2007 l'entreprise est rachetée par Salvatore Corona. L'entreprise continue son développement de haut niveau, en fournissant une grande partie des plus grands clubs français et européens. En parallèle, l'entreprise commence à se développer dans les grandes chaines spécialisées de sport ainsi que dans les petites enseignes indépendantes.
Avec la création du Booster et du Booster Elite, BV Sport devient une marque de référence dans les produits de compression sportive. Une réussite surfant sur la croissance des sports de course à pied.
Tout d'abord présents en Italie, les produits BV Sport sont désormais présents dans plus de 30 pays.

## Sponsoring
BV Sport est le sponsor de plusieurs athlètes dans le monde du trail, du triathlon, running et football,.
- Triathlon : Cyril Viennot, Alessandro Degasperi.
- Trail : Aurélia Truel, Julien Rancon, Irene Kinnegim, Lionel Trivel.
- Running : Antoine de Wilde.
- Squash : Grégory Gaultier.